# فورسروم
فورسروم (به سوئدی: Forserum) یک شهر کوچک است که در بخش نخو شهرستان یونشوپینگ در کشور سوئد واقع شده است. جمعیت فورسروم در پایان سال ۲۰۱۰ بالغ بر ۲٬۰۳۹ نفر بوده است.